# 제마 비식스
제마 비식스(Gemma Bissix, 1983년 6월 6일~)는 잉글랜드의 배우이다.